# Luc (évêque d'Évreux)
Luc est un évêque d'Évreux du premier quart du XIIIe siècle.

## Biographie
L'évêque d'Évreux Jean Ier l'avait désigné son procureur et vicaire-général durant son absence pour la croisade. Archidiacre en 1190, il devient doyen du chapitre en 1196. Il succède en 1203 à Robert de Roye, confirmé par une bulle du 16 février 1204.
Il bénit en 1205, avec les évêques Guillaume Tholomeus et Jourdain du Hommet, l'église Saint-Antoine de Gaillon. Il confirme en 1206 l'élection de l'abbé de Saint-Taurin. C'est durant son épiscopat que sont retrouvées les reliques de saint Taurin.
Il fait plusieurs donations en 1209 pour la restauration de l'abbaye de Lyre. Il confirme cette même année les biens de l'abbaye d'Ivry et l'abbaye Notre-Dame de l'Estrée. Il accorde en 1211 la construction de la nouvelle abbatiale de Conches.
Il meurt le 30 janvier 1220.